# Derolus arciferus
Derolus arciferus es una especie de escarabajo longicornio del género Derolus, tribu Cerambycini, subfamilia Cerambycinae. Fue descrita científicamente por Gahan en 1891.

## Descripción
Mide 12-20 milímetros de longitud.

## Distribución
Se distribuye por Angola, Costa de Marfil, Etiopía, Ghana GH, Malaui, Malí, Mozambique, Namibia, Níger, República Centroafricana, República Democrática del Congo, República de Sudáfrica, Senegal, Sudán y Tanzania.